# Tamilowie
Tamilowie (tamil. தமிழர்கள், Tamiḻarkaḷ) – naród z grupy ludów drawidyjskich, posługujący się językiem tamilskim, 74 miliony osób według szacunków z 1997 roku. Zamieszkuje indyjski stan Tamil Nadu i północno-wschodnią część Sri Lanki, poza tym skupiska w Indonezji, Malezji, Singapurze i Mjanmie, a poza Azją w Południowej Afryce i Mauritiusie, emigracja do Europy, Stanach Zjednoczonych, Kanady i Australii.

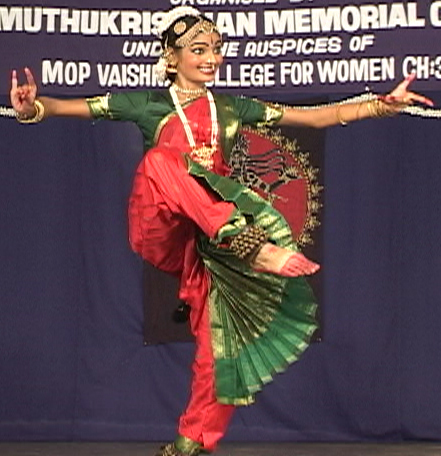
Bharatanatiam

Tamilowie używają własnego pisma (pisma tamilskiego), posiadają bogatą literaturę, zarówno świecką, jak i religijną, począwszy od I wieku p.n.e. Wyznają głównie hinduizm, mniejszość – chrześcijaństwo i islam.
Zajęcia głównie tradycyjne: rolnictwo (ryż stanowi podstawowe pożywienie), rybołówstwo, rzemiosło (gł. tkactwo, ludowe bogato zdobione malunkami tkaniny kalamkari oraz rzeźby i wyroby z miedzi i brązu) oraz handel.
Organizacja społeczna tradycyjnie opierała się na wywiedzionym z hinduizmu systemie kast.
Tamilowie indyjscy nie przejawiają aspiracji do utworzenia własnego państwa, przeciwnie – uważani są za „indyjskich patriotów”.
Inaczej przedstawia się sytuacja w Sri Lance, gdzie organizacja Tamilskie Tygrysy prowadziła walkę zbrojną o uniezależnienie się od większości syngaleskiej. 17 maja 2009 tamilscy rebelianci ogłosili zawieszenie działań zbrojnych przeciwko wojskom rządowym na Sri Lance, co oznacza zakończenie trwającej przez 26 lat wojny. Zakończenie konfliktu przez organizację Tamilskich Tygrysów motywowane było wolą „uratowania życia i honoru narodu tamilskiego”, a także znaczną liczbą ofiar trwającego przez niemal 30 lat konfliktu.